# Jens Bing (1906-1980)
 Der er flere personer med dette navn, se Jens Bing (1681-1751).
Jens Herman Bing (19. december 1906 i København – 20. september 1980) var en dansk direktør, dr.med., bror til Agnete Olsen og far til Elin Bing og Erik Henriques Bing.

## Karriere
Han var søn af professor, dr.med. Herman Jacob Bing og hustru Ebba f. Henriques, blev student fra Metropolitanskolen 1924 og blev cand.med. 1931. Han var på studierejser i England 1934, 1936 og 1947 og blev dr.med. 1936. Dernæst var Jens Bing reservelæge ved Kommunehospitalets 7. afdeling 1937-40; assistent ved Københavns Universitets fysiologiske institut 1931-41 og lektor i almindelig patologi og leder af det patofysiologiske laboratorium på universitetets institut for almindelig patologi fra 1941. 1955 blev Bing direktør for den medicinske afdeling af Københavns Universitets institut for eksperimentel medicinsk og kirurgisk forskning. Han fik specialistanerkendelse i intern medicin 1941 og i klinisk kemi og laboratorieteknik 1947; var censor i biokemi 1941-45; konsulent ved A/S Ferrosan fra 1947. Som jøde flygtede han til Sverige 1943 og var på ophold ved Karolinska Instituttets fysiologiske institut i Stockholm krigen ud.

## Hæder og tillidshverv
Jens Bing modtog Klein-prisen 1965 og August H. Jensen-prisen 1973. Han var formand for Selskab for teoretisk og anvendt Therapi i 1941; medlem af Sundhedsstyrelsens § 14-udvalg (laboratorielæger) fra 1950, af bestyrelsen for Medicinsk Selskab i København 1956-64 og for Dansk Selskab for klinisk Kemi og Laboratorieteknik 1956; medstifter af og formand i bestyrelsen for Dansk Selskab for Lægevidenskabens Teoretiske Fag 1964; medlem af Scientific Council on Hypertension of the International Society of Cardiology 1967; formand for de lægevidenskabelige forskningskomitéer 1968-69 og medlem af forskningsrådenes arbejdsgruppe vedr. forsøgsdyr fra 1969.
Han blev gift 2. juli 1931 med Else Caspersen (22. januar 1908 i Skagen – ?), datter af politimester M.M. Caspersen og hustru Henriette f. Andersen.

## Forfatterskab
- Studies on Proteinuria (disputats), 1936.
- De medicinske Nyrelidelser (s.m. T. Bjering og P. Iversen), 1941 og 1945.
- Infektionspatologi (s.m. K.A. Jensen), 1945.
- Medarbejder ved Page and McCubbin Renal Hypertension, 1968.

Afhandlinger om patofysiologiske emner, specielt omhandlende serumproteiner, nyrefunktion, reninsystemet og eksperimentel hypertension og medicinsk anvendelse af gelatinesvamp (Spongostan) og plasticstoffer (Polystan); medarbejder ved Nordisk Medicin fra 1941; medredaktør af Scandinavian Journal for Clinical and Laboratory Investigation 1952-58.